# Pentodon laurentioides
Pentodon laurentioides là một loài thực vật có hoa trong họ Thiến thảo. Loài này được Chiov. mô tả khoa học đầu tiên năm 1929.